# Pierre Brunet (compositeur)
Pour les articles homonymes, voir Pierre Brunet et Brunet.
Pierre Brunet est un compositeur français actif à Paris dans la seconde moitié du XVIe siècle, joueur de luth et de mandore.

## Biographie
Dans les actes de baptême de deux de ses fils Pierre et Louis (12 juin 1579 et 29 mars 1589), il est dit joueur de luth du roi et demeurait rue Saint-Honoré. Sa femme était Claude Neveu. Il est possible qu'il se confonde avec un certain Pierre Brenet, chantre de la chambre du roi sous Charles IX, mentionné dans les comptes de bouche de la cour en 1563-1564.

## Œuvres
Il a publié un recueil de pièces de tablature de mandore en 1578 chez Adrian Le Roy et Robert Ballard à Paris. Cette édition est perdue ; elle est seulement signalée par Antoine Du Verdier puis reprise en 1610 dans une bibliographie allemande. Le même imprimeur-libraire publie une instruction pour la mandore en 1585, due à Adrian Le Roy et également perdue. La seule autre tablature de mandore publiée en France est due à François de Chancy, en 1629.